# Bothwell (Australia)
Bothwell – miasto w Australii, na Tasmanii.